# Things You Can't Outrun
Things You Can't Outrun es el tercer episodio de la primera temporada de la serie estadounidense de drama y ciencia ficción, The Flash. El episodio fue escrito por Alison Chapker y Grainne Godfree y dirigido por Jesse Warn. Fue estrenado el 21 de octubre de 2014 en Estados Unidos por la cadena CW.

## Argumento
Mientras Barry y el equipo de S.T.A.R. Labs trabajan para detener a Kyle Nimbus/Niebla, un nuevo y peligroso metahumano con el poder de producir y transformarse en gas tóxico, deben revivir la noche de la explosión del acelerador de partículas que mató a Ronnie, el prometido de Caitlin. Mientras tanto, Joe finalmente decide visitar a Henry después de tantos años pero las cosas se complican cuando Kyle aparece en prisión para castigar a Joe por haberlo aprehendido años atrás. Finalmente, Iris y Eddie continúan escondiendo su relación de Joe.

## Elenco
- Grant Gustin como Barry Allen/ The Flash.
- Candice Patton como Iris West.
- Danielle Panabaker como Caitlin Snow.
- Rick Cosnett como Eddie Thawne.
- Carlos Valdés como Cisco Ramón.
- Tom Cavanagh como Harrison Wells.
- Jesse L. Martin como Joe West.

## Lanzamiento al aire

### Transmisión
"Things You Can't Outrun" se emitió por primera vez en los Estados Unidos en The CW el 21 de octubre de 2014.  Al mismo tiempo se transmitió en Canadá por CTV.

### Medios domésticos
El episodio, junto con el resto de la primera temporada de The Flash ' fue lanzado en Blu-ray y DVD el 22 de septiembre de 2015. Las características adicionales incluyen largometrajes detrás de escena, comentarios de audio, escenas eliminadas y un rollo de errores.  El 6 de octubre de 2015, el episodio estuvo disponible para su transmisión en Netflix.

## Recepción

### Calificaciones
El episodio fue visto por 3,59 millones de espectadores con una calificación de 1,5 en adultos entre la edad de 18 a 49. Esta fue una disminución del 16% en la audiencia del piloto, que fue visto por 4,27 millones de espectadores con una calificación de 1,7 en la demografía 18-49. The Flash se ubicó como el programa más visto en The CW en el día, superando a Supernatural y también como el más visto en la semana, superando a Arrow .

### Respuesta crítica
"Cosas que no puedes superar" recibió críticas positivas de los críticos. Jesse Schedeen de IGN le dio al episodio un "gran" 8,3 sobre 10 y escribió en su veredicto: "'Cosas que no puedes superar' demostró que este programa puede funcionar bien centrándose en el elenco de apoyo tanto como lo hace Barry. Allen. Gracias a los abundantes flashbacks, aprendimos más sobre lo que impulsa a Caitlin, Cisco y el Dr. Wells y vimos a Ronnie Raymond hacer su gran debut. Sería bueno si se pudiera prestar el mismo nivel de atención a los villanos una de estas semanas, pero con suerte es solo cuestión de tiempo ".
El AV Club de Scott Von Doviak dio al episodio una calificación 'B' y escribió: "Tres episodios de Flash y sigue siendo el show de superhéroes más agradable en la televisión, pero también está coqueteando con convertirse en el más formulado. Es demasiado pronto para decir que el programa está atrapado en una rutina, y hay un movimiento hacia adelante en algunos hilos de la trama, pero los contornos generales de 'Cosas que no puedes superar' se alinean bastante de cerca con lo que ya hemos visto. Tenemos otro fenómeno de la semana extraído de las profundidades de la bóveda de DC Comics, otra charla de ánimo para Barry cuando siente que ser un superhéroe es demasiado para él, y otra escena de etiqueta con el Dr. Wells siendo ambiguamente futurista y malvado"
El canciller Agard de Entertainment Weekly declaró: "Los programas y películas de superhéroes viven y mueren gracias a la fuerza de sus actores secundarios. Debido a que estas historias son tan grandes que la vida, es importante que los personajes secundarios se desarrollen lo suficiente para fundamentar la acción del cómic: Smallville tenía a los padres de Lex, Chloe, Lois y Clark, y Arrow tiene a Felicity y Diggle. El principal problema con The Flash, que, ciertamente, tiene solo tres episodios, ha sido lo poco llamativo que han sido las personas que rodean a Barry (que no son el detective Joe West y el Dr. Harrison Wells). 'Things You Can't Outrun' da algunos pasos necesarios para resolver este problema y también nos da una mejor idea de cómo se verán los episodios discretos de The Flash.
Alan Sepinwall de HitFix escribió: "Con estos tres primeros episodios como una muestra ciertamente pequeña, diría que los puntos fuertes de 'The Flash' tienden más hacia la diversión que la angustia (para eso es 'Arrow') pero también reconozco el peligro de hacer que el show se sienta peso pluma en lugar de ligero. Además, el programa tiene un montón de buenos actores dramáticos con los que trabajar, y el hecho de que haya apuestas claras a su vez hace que los momentos más ligeros y / o triunfantes tengan más impacto. Es un equilibrio que Berlanti y la compañía tendrán que mantener cuidadosamente en el futuro, pero ha funcionado en su mayor parte hasta ahora".